# Alfonso de Alba
Alfonso de Alba (* 16. April 1985) ist ein mexikanischer Eishockeytorwart, der seit 2014 erneut bei Lomas Verdes unter Vertrag steht.

## Karriere
Alfonso de Alba begann seine Karriere als Eishockeyspieler bei Lomas Verdes. Als 2010 die semi-professionelle Liga Mexicana Élite gegründet wurde, wechselte er zu den Aztec Eagle Warriors, einem der vier Gründungsclubs der Liga. Mit der Mannschaft aus Mexiko-Stadt belegte er in der Premierenspielzeit der Liga den zweiten Platz und verlor in den Playoffs in zwei Spielen gegen die Teotihuacan Priests, den späteren Meister. 2014 kehrte er zu Lomas Verdes zurück.

### International
Für Mexiko nahm de Alba an der U18-Weltmeisterschaft 2003 in der Division III sowie den U20-Weltmeisterschaften der Division III 2002, 2004 und 2005 und der Division II 2003 teil. 
Im Erwachsenenbereich debütierte de la Garma für Mexiko bei der Weltmeisterschaft der Division III 2004, als er zum besten Torwart des Turniers gewählt wurde. Auch 2005, als den Mittelamerikanern beim Heimturnier in Mexiko-Stadt der Aufstieg in die Division II gelang, spielte er in der Division III. Er selbst traug dazu mit der besten Fangquote und dem geringsten Gegentorschnitt bei und wurde folgerichtig auch zum besten Torhüter des Turniers gewählt. Bei den Weltmeisterschaften 2006, 2007, 2008, 2009, 2010, 2011, 2012, 2013, als er die geringste Gegentorquote des Turniers erreichte, 2014, 2015, 2016, als er erneut den geringsten Gegentorschnitt des Turniers aufwies, 2017 und 2018 stand er in der Division II im Kasten. Zudem stand er beim Pan-amerikanischen Eishockeyturnier 2014, bei dem er mit seinem Team den zweiten Rang belegte, auf dem Eis. Außerdem vertrat er seine Farben bei den Qualifikationsturnieren für die Olympischen Winterspiele 2010 in Vancouver, 2014 in Sotschi und 2018 in Pyeongchang.

## Erfolge und Auszeichnungen
- 2002 Aufstieg in die Division II bei der U20-Weltmeisterschaft der Division III
- 2004 Bester Torwart bei der Weltmeisterschaft der Division III
- 2005 Aufstieg in die Division II bei der U20-Weltmeisterschaft der Division III
- 2005 Aufstieg in die Division II bei der Weltmeisterschaft der Division III
- 2005 Bester Torhüter, beste Fangquote und geringster Gegentorschnitt bei der Weltmeisterschaft der Division III
- 2010 Bester Torhüter der Weltmeisterschaft der Division II, Gruppe A
- 2013 Geringste Gegentorquote bei der Weltmeisterschaft der Division II, Gruppe B
- 2016 Geringste Gegentorquote bei der Weltmeisterschaft der Division II, Gruppe B